# Surat Thani Province Stadium
Das Surat Thani Province Stadium (Thai สนามกีฬากลางจังหวัดสุราษฎร์ธานี) ist ein Mehrzweckstadion in Surat Thani in der Provinz Surat Thani, Thailand. Es wird derzeit hauptsächlich für Fußballspiele genutzt und ist das Heimstadion vom Drittligisten Surat Thani Football Club sowie dem Viertligisten Surat Thani City FC. Das Stadion hat eine Kapazität von 10.000 Personen. Eigentümer und Betreiber des Stadions ist die Surat Thani Provincial Administration Organization.

## Nutzer des Stadions
| Verein              | Zeitraum der Nutzung |
| ------------------- | -------------------- |
| Surat Thani FC      | 1999 bis heute       |
| Surat Thani City FC | 2017 bis heute       |